# Turkse Wikipedia
De Turkstalige uitgave van Wikipedia (Turks: Türkçe Vikipedi) is de Turkse versie van Wikipedia. Het is opgericht in december 2002 en het heeft in april 2008 meer dan 105.000 artikelen. Het is de zeventiende grootste Wikipedia op basis van aantal artikelen. Het is ook een van de 12 Wikipedia's die meer dan 70.000 geregistreerde gebruikers heeft.
In november 2006 was de Turkstalige Wikipedia genomineerd voor de Altın Örümcek Web Ödülleri (Gouden spin web prijs), die in Turkije bekendstaan als de Internet Oscars, in de categorie wetenschap. In januari 2007 heeft de Turkstalige Wikipedia de prijs gekregen voor beste inhoud in de competitie. De prijs werd toegekend op een ceremonie op 25 januari 2007 in de Technische Universiteit Istanboel.

## Tijdlijn
- In december 2002 werd de Turkstalige uitgave van Wikipedia opgericht.
- In januari 2004 had ze 100 artikelen.
- In juli 2004 had ze meer dan 1000 artikelen.
- Vanaf april 2005 begon het aantal geregistreerde gebruikers sterk te groeien.
- In november 2005 had ze meer dan 10.000 artikelen.
- Op 18 maart 2007 had ze meer dan 54.000 artikelen en meer dan 74.000 gebruikers.
- Op 4 januari 2008 had ze 97.700 artikelen en 127.000 gebruikers.